# Her går en mand
Her går en mand er en dansk portrætfilm fra 1974 instrueret af Jørgen Roos efter eget manuskript.

## Handling
Filmen handler om lærer Terslin, der var ansat sammen med Roos' far på Gilleleje Skole. Terslin er skaber af Gilleleje Museum.